# Parc sportif de Tikkurila
La parc sportif de Tikkurila (finnois : Tikkurilan urheilupuisto) est un parc sportif situé dans le quartier de Viertola à Vantaa en Finlande,,.

## Présentation
Le parc sportif de Tikkurila comprend la piscine de Tikkurila, la patinoire de Tikkurila et le centre sportif de Tikkurila.
De plus, le parc dispose d'un terrain de sable et d'herbe, de deux terrains de gazon artificiel et d'une structure gonflable en hiver.
Le parc sportif est situé en bordure de Läntinen Valkoisenlähtientie à environ un kilomètre de la gare de Tikkurila.
La patinoire de Tikkurila est la patinoire des  Kiekko-Vantaa.
Le terrain de Tikkurila Palloseura est également situé dans le parc sportif de Tikkurila.